# Droga do rzeczywistości
Droga do rzeczywistości – książka brytyjskiego fizyka matematycznego Rogera Penrose’a. Opisuje współczesną fizykę teoretyczną od strony formalizmów matematycznych. Książka jest adresowana do dojrzałego czytelnika, znającego podstawy matematyki wyższej na poziomie studiów.
Autor wychodzi od nauki greckiej i geometrii nieeuklidesowych, poprzez liczby zespolone i funkcje analityczne przechodzi do teorii względności, grawitacji, mechaniki kwantowej i kwantowej teorii pola. Rozważa współczesne dylematy fizyki, ubierając je w język matematyki.
Na koniec książki przedstawia własne poglądy na przyszłość unifikacji w fizyce, m.in. grawitacji i mechaniki kwantowej. Traktuje o teorii strun, pętlowej grawitacji kwantowej i teorii twistorów.